# Nombre establecido (taxonomía)
En taxonomía, un nombre establecido (o "nombre disponible" en el Código de Zoología, "nombre válidamente publicado" en los Códigos de Botánica y de Bacterias) es un nombre que fue publicado según las reglas formuladas por su Código respectivo y pasa a ser considerado un nombre formal para ese Código, y parte de un taxón nominal.
Posteriormente a ser establecido puede descubrirse o determinarse que ese nombre establecido es ilegítimo, como consecuencia deja de considerarse un nombre formal para ese Código.
| BioCode (unificado)   | BC (de Bacterias)     | ICBN (de Botánica)    | ICNCP (de Plantas Cultivadas) | ICZN (de Zoología) |
| --------------------- | --------------------- | --------------------- | ----------------------------- | ------------------ |
| Estatus nomenclatural |                       |                       |                               |                    |
| establecido           | válidamente publicado | válidamente publicado | establecido                   | disponible         |

Seguir leyendo en: Nomenclatura biológica
- Datos: Q25413650